# 青い青いこの地球に
「青い青いこの地球に」（あおいあおいこのほしに）は、上原あずみのデビューシングル。

## 概要
デビュー曲。テレビ出演などのプロモーションは行っていなかったが、テレビアニメ『名探偵コナン』のタイアップの他、何バージョンかに分かれたプロモーションCMが大量オンエアされ、無名の新人としては異例のオリコン9位初登場を記録。累計売上枚数8万3千枚以上、出荷枚数にして10万枚以上を記録している。

## 収録曲
全編曲：尾城九龍
1. 青い青いこの地球に
作詞：上原あずみ・AZUKI七 / 作曲：大野愛果
  - テレビアニメ『名探偵コナン』エンディングテーマ
  - 「LF+R 秋のキャンペーン」イメージソング
2. 青い青いこの地球に 〜Short Ver. Little boy blue mix〜
3. Precious Days
作詞：上原あずみ / 作曲：川島だりあ
4. 青い青いこの地球に 〜Long Ver. Remix〜
5. 青い青いこの地球に 〜Instrumental〜

## その他収録CD
- GIZA studio Masterpiece BLEND 2001（#1）
- THE BEST OF DETECTIVE CONAN 2 〜名探偵コナン テーマ曲集2〜（#1）
- GIZA studio 10th Anniversary Masterpiece BLEND 〜FUN Side〜（#1）

| テレビアニメ『名探偵コナン』エンディングテーマ 2001年8月27日 - 2002年1月21日 |                                   |                                    |
| 前作: 倉木麻衣 『always』                                                    | 上原あずみ 『青い青いこの地球に』 | 次作: GARNET CROW 『夢みたあとで』 |